# Kamienica Stettiner General-Anzeiger w Szczecinie
Kamienica Stettiner General-Anzeiger – eklektyczna kamienica, która znajdowała się na narożniku dzisiejszej ulicy Opłotki i Rynku Nowego, na obszarze szczecińskiego osiedla Stare Miasto, w dzielnicy Śródmieście. Zniszczona w czasie II wojny światowej, ostatecznie rozebrana w 1954 roku.

## Historia
Kamienica została zbudowana pod koniec XIX wieku zgodnie z projektem C. Kelma. Powstała na miejscu dwóch starszych budynków: kamienicy nr 3 zamieszkanej przez szewca Brünnleina i kamienicy nr 4, która była własnością oberżysty Müllera. Nowo powstała kamienica stała się siedzibą redakcji gazety Stettiner General-Anzeiger, założonej przez Ewalda Gentzensohna w 1848 r.. 
W czasie bombardowań Szczecina w latach 1943–1944 obszar Rynku Nowego został zniszczony. Okoliczne budynki rozebrano w drugiej połowie lat 40. XX wieku, ale z niewiadomych przyczyn ruiny kamienicy Stettiner General-Anzeiger przetrwały aż do około 1954 roku. Dopiero po 1995 r. w miejscu kamienicy rozpoczęto prace budowlane związane z rewitalizacją Podzamcza. Nie zdecydowano się jednak na odtworzenie pierwotnego wyglądu parceli po kamienicy Stettiner General-Anzeiger. Powrócono do pierwotnego podziału działki na dwie części, wznosząc na parceli nr 3 nową, postmodernistyczną kamienicę, przypominającą dawną siedzibę redakcji jedynie w ogólnym zarysie. W 2005 r. do nowej kamienicy przeniesiona została siedziba redakcji Głosu Szczecińskiego.

## Opis
Kamienica była obiektem narożnym, sześciokondygnacyjnym. Elewacja od strony Rynku Nowego była dłuższa, siedmioosiowa, podzielona na dwa segmenty. Parter budynku udekorowano boniowaniem, a otwory okienne tej kondygnacji zamknięto łukami. Dach kamienicy pokrywała dachówka.
Fasada zwrócona ku ulicy Opłotki składała się z czterech osi. Na pierwszym piętrze dwa skrajne okna zwieńczono naczółkami, a dwa środkowe płyciną z napisem General-Anzeiger. Na drugim piętrze skrajne okna miały podobne zdobienia jak ich odpowiedniki z niższej kondygnacji. Między oknami drugiej i trzeciej osi drugiego piętra zamontowano rzeźby, a ponad nimi trójkątny naczółek. Fasadę wieńczył gzyms koronujący, dzielący niższe piętra i dwuczęściowy szczyt kryjący trzecie i czwarte piętro budynku. W niższej części szczytu wstawiono dwa obramowane paskami okna, które oddzielono dwiema półkolumnami jońskimi i umieszczoną między nimi niszą z płyciną. Wyższa część szczytu kryła okrągłe okienko poddasza i zwieńczona była trójkątnym naczółkiem. 
Narożnik budynku charakteryzował się umiejscowionym na wysokości drugiego piętra kartuszem herbowym trzymanym w szponach orła o rozpostartych skrzydłach.
Prawy segment fasady kamienicy od strony Rynku Nowego miał analogiczne detale architektoniczne jak fasada od strony ulicy Opłotki. Różnił się jedynie dodatkową osią na pierwszych trzech kondygnacjach. Lewy segment kamienicy od Rynku Nowego był dwuosiowy, pięciokondygnacyjny. W lewej osi parteru znajdował się portal wejściowy zamknięty łukowatym naczółkiem. Na pierwszym piętrze okno lewej osi wieńczył naczółek, a prawej płycina. Piętro wyżej lewe okno także zdobił naczółek. Ponad prawym oknem dobudowano wykusz wsparty na dwóch półkolumnach doryckich. Wykusz posiadał niewielkie okienko czwartego piętra i zwieńczony był hełmem z lukarnami i iglicą.